# Solenostoma erectum
Solenostoma erectum là một loài rêu tản trong họ Jungermanniaceae. Loài này được (Amak.) C. Gao miêu tả khoa học lần đầu tiên năm 1981.